# Tripoli (Griechenland)

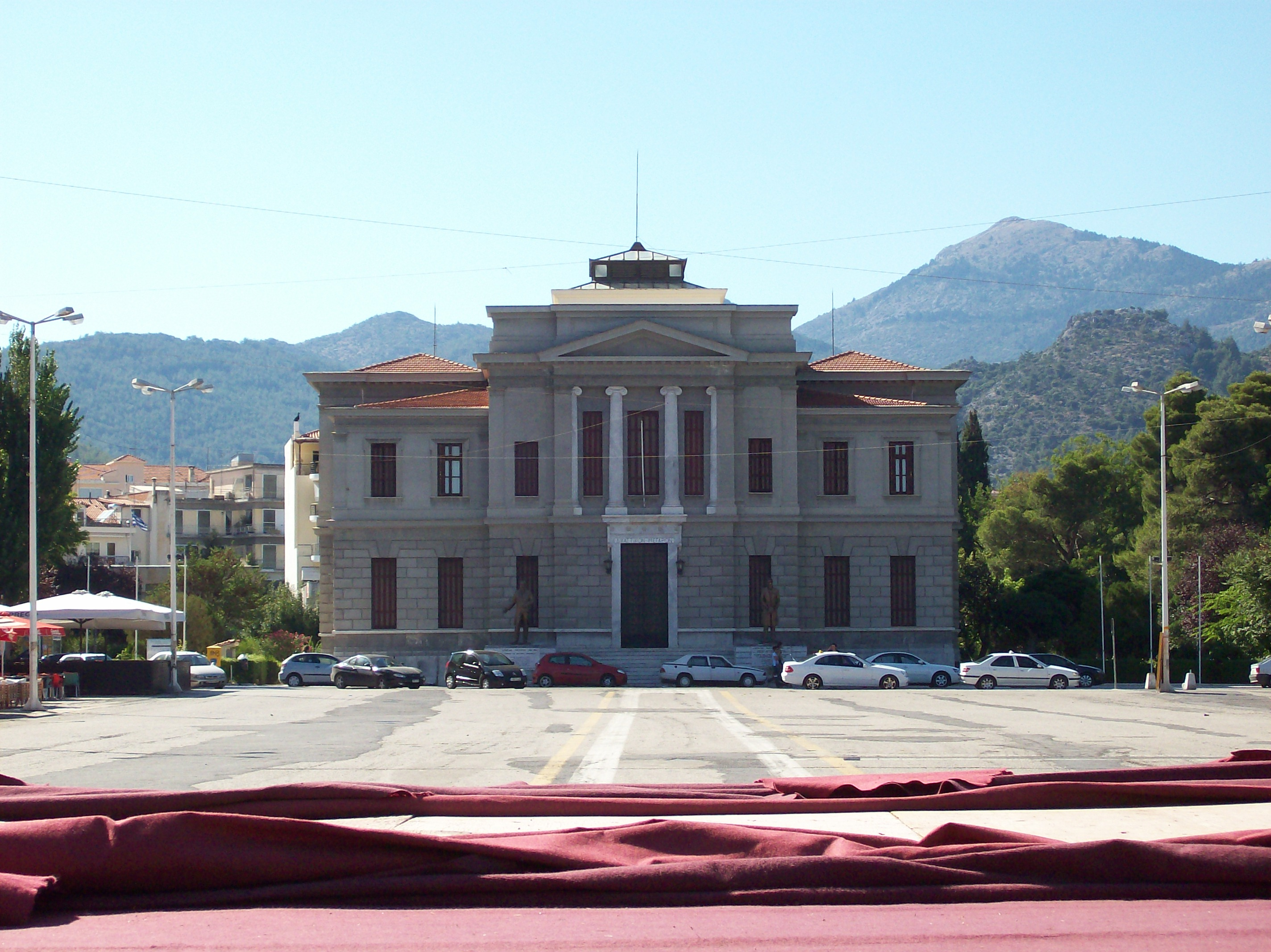
Das von Ernst Ziller entworfene Gerichtsgebäude von Tripoli

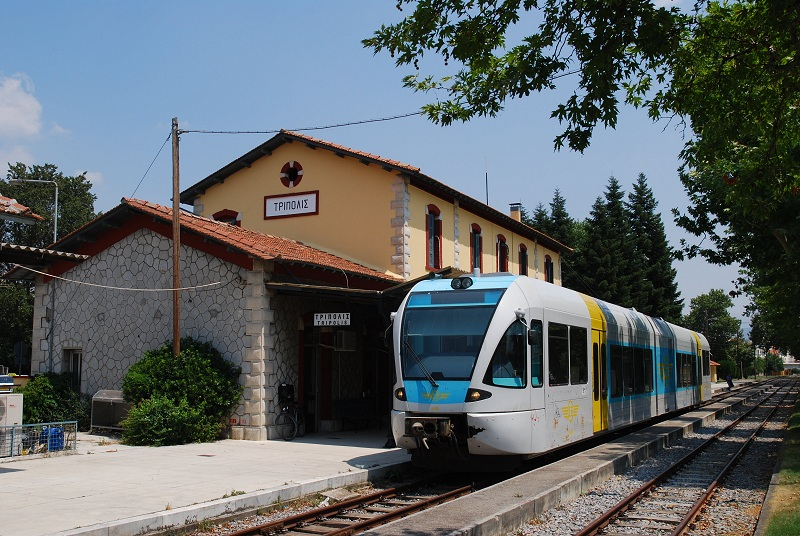
Bahnhof Tripoli

Tripoli (griechisch Τρίπολη (f. sg.), veraltet Tripolis, selten auch Tripolitsa, Tripoliza oder Tripolizza, im Mittelalter Drobolitza) ist die Hauptstadt der Region Peloponnes in Griechenland und die Metropole Arkadiens. Die Gemeinde beherbergt rund 47.000 Einwohner, in der Kernstadt Tripoli selbst leben etwa 31.000 Menschen. Tripoli wurde zuletzt 2011 durch Eingemeindungen erheblich vergrößert und umfasst das Gebiet der ehemaligen Provinz Mandinia, die bis 1997 bestand.
Die größten Ausbildungseinheiten sowohl der griechischen Armee als auch der Luftwaffe sind in Tripoli stationiert. Des Weiteren ist die Stadt seit 2002 Sitz der Universität des Peloponnes.

## Geschichte
Tripoli ist eine mittelalterliche Gründung. Die erste Siedlung entstand zwischen dem 8. und 10. Jahrhundert durch slawische Siedler. Der erste Name des Ortes Droboliza wird von dabr, altslawisch für Eiche, abgeleitet. Während der venezianischen Herrschaft (1685–1715) war Tripoli ein bedeutendes wirtschaftliches und politisches Zentrum mit rund 10.000 Einwohnern. Auch während der Osmanischen Herrschaft war die Stadt das Verwaltungszentrum des Peloponnes.
Tripoli war die erste große Stadt, die in der Griechischen Revolution von den Aufständischen gegen das Osmanische Reich erobert wurde. Sie fiel am 5. Oktober 1821 den Einheiten von Theodoros Kolokotronis und des bulgarischen Wojwoden Chadschi Chsristo in die Hände. Diese verübten ein Massaker an der etwa 8.000 Mann starken Festungsbesatzung sowie an der mehrere tausend Personen zählenden muslimischen wie jüdischen Zivilbevölkerung. Ibrahim Pascha eroberte am 22. Juni 1825 den Ort zurück; bevor er die Stadt 1828 aufgab, ließ er sie niederbrennen.

## Bauwerke
- Flugplatz Tripoli

## Verkehr
Tripoli erhielt 1892 mit der Bahnstrecke Korinth–Kalamata Anschluss an das meterspurige Netz der Peloponnes-Eisenbahn. 2011 wurde der Betrieb der Bahn eingestellt.
In Tripoli endet die Straße Ethniki Odos 74, die von Pyrgos kommt. Die Straße Ethniki Odos 39 beginnt hier und die Autobahn Aftokinitodromos 7 (Europastraße 65) führt an der Stadt vorbei.

## Sport
Der Fußballverein Asteras Tripolis spielt seit 2007 in der Super League, der obersten griechischen Liga. In der Saison 2014/15 qualifizierte der Verein sich für die UEFA Europa League. Der 1927 gegründete Verein Panarkadikos F.C. schaffte es 2013 in die Football League 2.
Das Basketballverein Arkadikos B.C. stieg 2015 in die A1 Ethniki auf. Seine Spielstätte ist mit einem Fassungsvermögen von 1.000 Zuschauern die kleinste der Profiliga.

## Städtepartnerschaft
Peine in Niedersachsen, seit 2000.

## Söhne und Töchter der Stadt
- Damat Hasan Pascha (1658–1713), Großwesir des Osmanischen Reiches
- Ioannis Kossos (1832–1878), Bildhauer
- Alexandros Papanastasiou (1876–1936), Politiker und Ministerpräsident
- Ioannis Georgidas (1876–1960), Fechter
- Konstantinos Manetas (1879–1960), Generalleutnant
- Theodoros Manetas (1881–1947), Generalleutnant
- Konstantinos Georgakopoulos (1890–1978), Politiker und Ministerpräsident
- Georgios Roumbanis (1929–2025), Stabhochspringer
- George Peponis (* 1953), Rugbyspieler
- Yiannis Kouros (* 1956), Extremläufer
- Anna Vasiliki Karapanagiotou (* 1966), Klassische Archäologin
- Charalampos Kastrantas (* 1991), Radrennfahrer